# Brachyneurina pleiomorpha
Brachyneurina pleiomorpha är en tvåvingeart som beskrevs av Boris Mamaev 1998. Brachyneurina pleiomorpha ingår i släktet Brachyneurina och familjen gallmyggor. Inga underarter finns listade i Catalogue of Life.